# ピコルナウイルス科
ピコルナウイルス科（Family Picornaviridae）とは、RNAウイルスの科の一つ。

## 性状
本科に属するウイルスは、一本のプラス鎖RNAをゲノムとして持つRNAウイルスである。小さなRNA（pico-rna）を持つという意味で名付けられた。エンベロープを持たず、直径22-30nm、正20面体のカプシドを持つ。エーテルには耐性であり、酸（pH3.0以下）でも安定である。ウイルスの増殖は細胞質内で行われる。

## 分類
- Genus Enterovirus
  - エンテロウイルス (enterovirus)
  - ポリオウイルス (poliovirus)
  - ブタエンテロウイルスA~B (porcine enterovirus A~B)
- Genus Rhinovirus
  - ヒトライノウイルスA～C (human rhinovirus A~C)
- Genus Cardiovirus
  - 脳心筋炎ウイルス (encephalomyocarditis virus)
- Genus Aphthovirus
  - 口蹄疫ウイルス (foot-and-mouth disease virus)
- Genus Hepatovirus
  - A型肝炎ウイルス (hepatitis A virus)
- Genus Parechovirus
  - ヒトパレコウイルス（英語版） (human parechovirus)
- Genus Erbovirus
  - 馬鼻炎Bウイルス (equine rhinitis B virus)
- Genus Kobuvirus
  - アイチウイルス (Aichi virus)
- Genus Teschovirus
  - 豚テッショウウイルス (porcine teshovirus)